# Strada Franceză
Strada Franceză (en català carrer francès) és un carrer del centre històric de Bucarest, sector 3. Probablement aquest carrer sigui el carrer més antic de Bucarest que ha mantingut, en general, la seva ruta medieval. Comença des de la zona de la plaça Unirii i acaba a la intersecció amb el carrer Calea Victoriei (antic pont Mogoșoaiei). El carrer està vorejat principalment per cases del segle xix, perquè aquí es va iniciar un gran incendi el 1847 que va destruir una gran part de Bucarest.
El conjunt arquitectònic de la strada franceză està inscrit a la llista de monuments històrics 2010 - Bucarest - al núm. crt. 1035, codi LMI B-II-aB-18765. La llista també inclou el "Curtea Veche Church Ensemble" (codi LMI B-II-aA-18781), "Buna Vestire'" Church - Curtea Veche" (codi LMI B-II-mA-18781.01) i la "Parish House" (Codi LMI B-II-mA-18781.02) del núm. 33, així com “Hanul lui Manuc” (codi LMI B-II-mA-18788) del núm. 62. També apareix a la llista de monuments i cases dels números 2-4, 8, 9, 11, 12, 13, 14, 16, 17, 18, 20, 28, 30, 31, 32, 34, 36, 40, 42, 44 i 48.

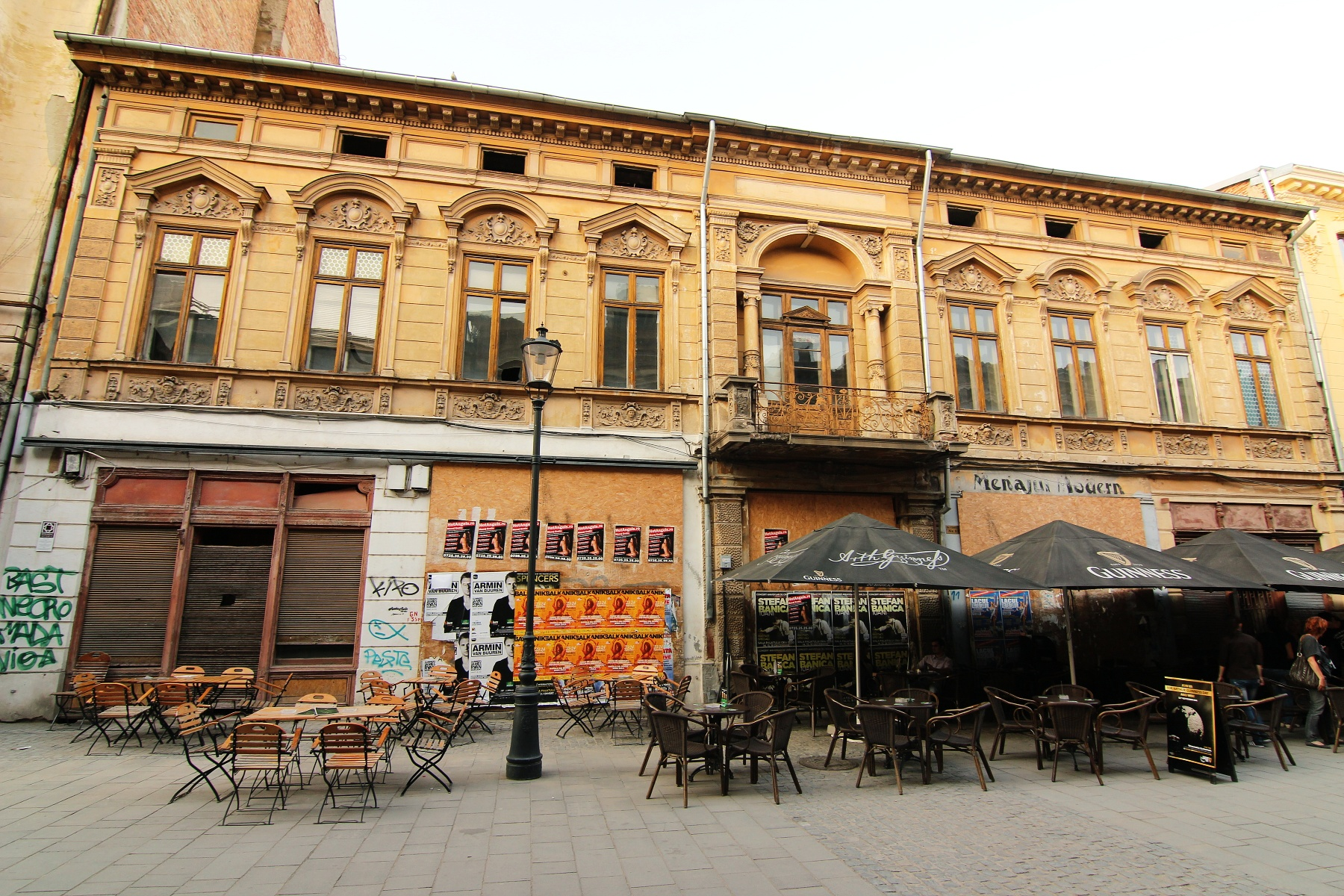
Casa al carrer Francès
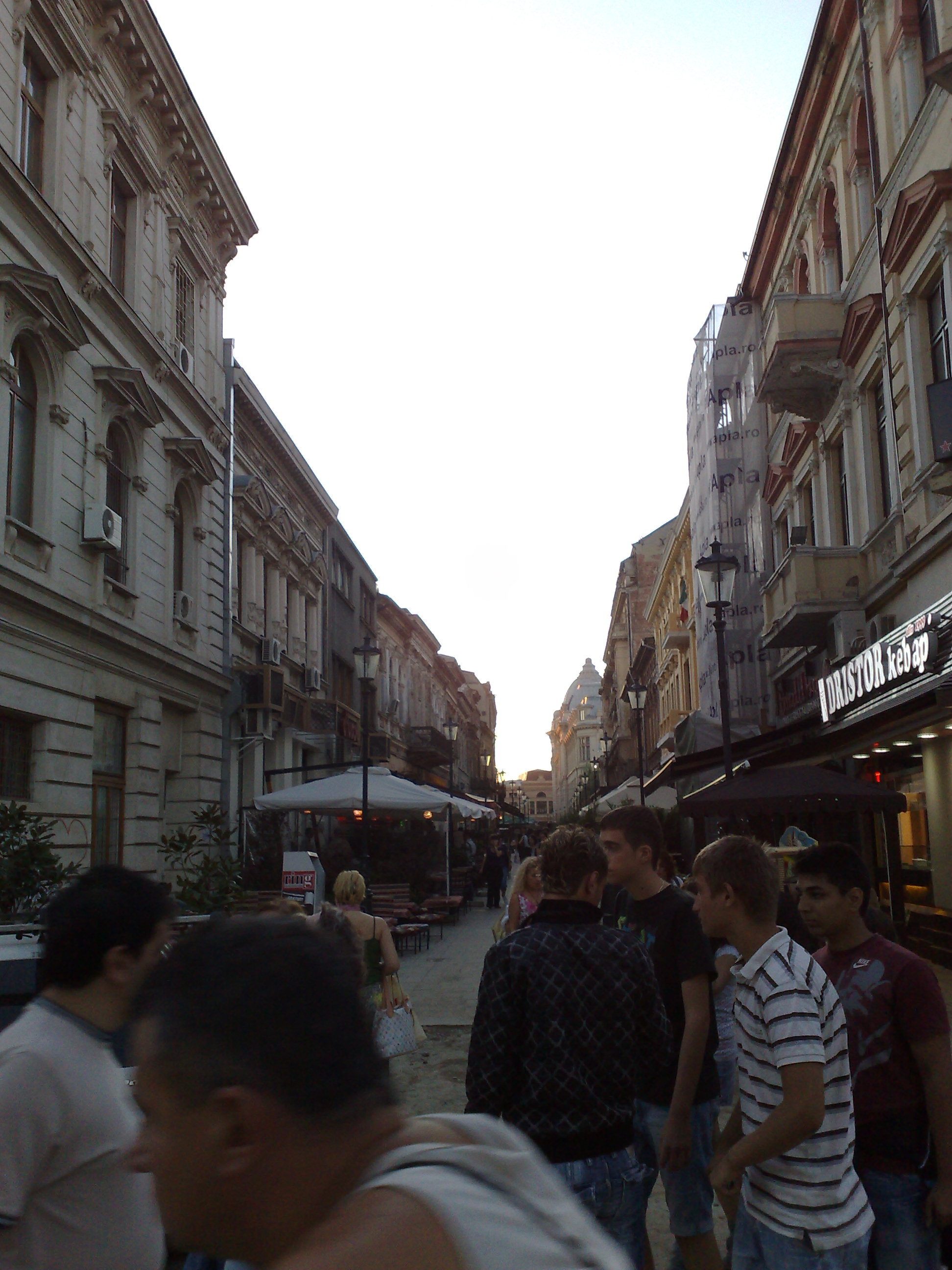
Carrer Francès
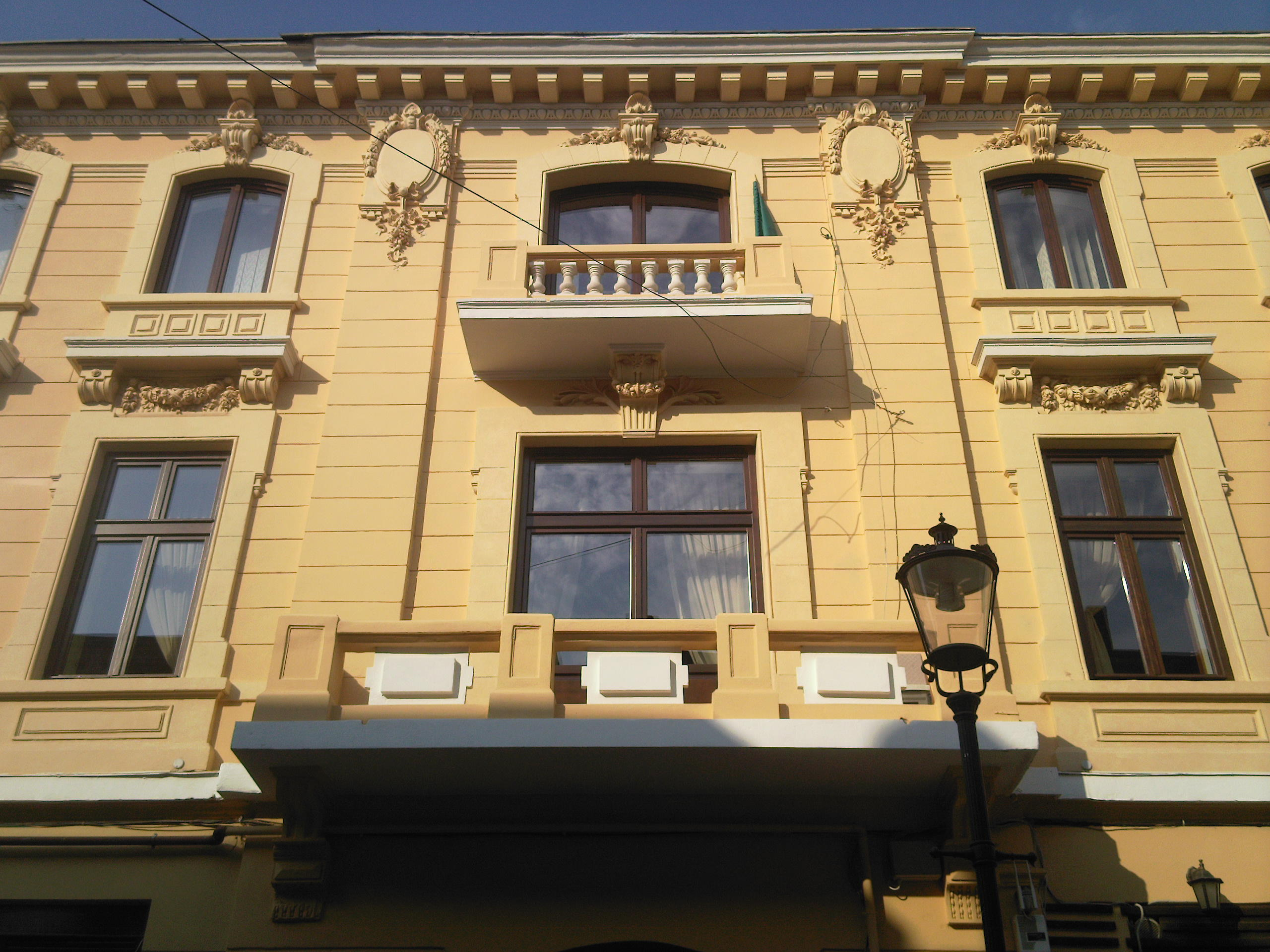
La casa del 1870 al carrer Francès